# 홀거 베렌트
홀거 베렌트(독일어: Holger Behrendt, 1964년 1월 29일~)는 동독의 체조 선수이다.

## 경력
작센안할트주 쇠네베크에서 태어난 베렌트는 1982년에 동독 체조 국가대표 선수가 되었다. 1988년 서울에서 열린 1988년 하계 올림픽에 나가 링 부분의 금메달을 획득하였다. 또한 단체전과 철봉 운동에서 은메달을 따기도 하였다.
1985년 몬트리올에서 열린 1985년 세계 선수권 대회에 출전하여 단체전 동메달을 획득했고, 1987년에는 로테르담에서 열린 1987년 세계 선수권 대회 철봉과 단체전 동메달을 획득했다.
은퇴 후에는 SC 콧부스의 코치로 활동했다.